# ماينارد أوين وليامز
ماينارد أوين وليامز (بالإنجليزية: Maynard Owen Williams)‏ هو صحفي أمريكي، ولد في 12 سبتمبر 1888، وتوفي في يونيو 1963.